# Alma (Kansas)
Alma város az USA Kansas államában. Lakosainak száma 802 fő (2020. április 1.).